# Gerichtsbezirk Warnsdorf
Der Gerichtsbezirk Warnsdorf (tschechisch: soudní okres Varnsdorf) war ein dem Bezirksgericht Warnsdorf unterstehender Gerichtsbezirk im Kronland Böhmen. Er umfasste Gebiete im Böhmischen Niederland im Okres Děčín. Zentrum des Gerichtsbezirks war die Stadt Warnsdorf (Varnsdorf). Das Gebiet gehörte seit 1918 zur neu gegründeten Tschechoslowakei und ist seit 1991 Teil der Tschechischen Republik.

## Geschichte
Die ursprüngliche Patrimonialgerichtsbarkeit wurde im Kaisertum Österreich nach den Revolutionsjahren 1848/49 aufgehoben. An ihre Stelle traten die Bezirks-, Landes- und Oberlandesgerichte, die nach den Grundzügen des Justizministers geplant und deren Schaffung am 6. Juli 1849 von Kaiser Franz Joseph I. genehmigt wurde. Der Gerichtsbezirk Warnsdorf gehörte zunächst zum Kreis Leitmeritz und umfasste 1854 die zehn Katastralgemeinden Georgenthal, Kreibitz, Neudörfl Kreibitz, Niedergrund, Niederkreibitz, Obergrund, Oberkreibitz, Tannendorf, Tollenstein und Warnsdorf. Der Gerichtsbezirk Warnsdorf bildete im Zuge der Trennung der politischen von der judikativen Verwaltung ab 1868 gemeinsam mit dem Gerichtsbezirk Rumburg (Rumberk) den Bezirk Rumburg. Der Gerichtsbezirk Warnsdorf wurde jedoch 1908 als eigenständiger Bezirk abgespalten.
Im Gerichtsbezirk Warnsdorf lebten 1869 29.362 Menschen, 1900 waren es 37.184 Personen. Der Gerichtsbezirk Warnsdorf wies 1910 eine Bevölkerung von 39.339 Personen auf, von denen 37.619 Deutsch und 599 Tschechisch als Umgangssprache angaben. Im Gerichtsbezirk lebten zudem 1.121 Anderssprachige oder Staatsfremde.
Durch die Grenzbestimmungen des am 10. September 1919 abgeschlossenen Vertrages von Saint-Germain kam der Gerichtsbezirk Warnsdorf vollständig zur neugegründeten Tschechoslowakei, wobei die Gerichtseinteilung bis 1938 im Wesentlichen bestehen blieb. Nach dem Münchner Abkommen wurde das Gebiet dem Landkreis Warnsdorf bzw. des Sudetenland zugeschlagen.
Nach dem Zweiten Weltkrieg wurde das Gebiet Teil des Okres Děčín, zu dem es bis heute gehört. Nachdem die Bezirksbehörden im Zuge einer Verwaltungsreform 2003 ihre Verwaltungskompetenzen verloren, werden diese von den Gemeinden bzw. dem Ústecký kraj wahrgenommen, zudem das Gebiet um Varnsdorf seit Beginn des 21. Jahrhunderts mit anderen Bezirken zusammengefasst wurde.

## Gerichtssprengel
Der Gerichtssprengel umfasste 1910 die 11 Gemeinden Kreibitz (Chřibská), Neukreibitz (Nová Chřibská), Niedergrund (Dolní Podluží), Niederkreibitz (Dolní Chřibská), Obergrund (Horní Podluží), Oberkreibitz (Horní Chřibská), Sankt Georgenthal (Jiřetín), Schönfeld (Krásné Pole), Teichstatt (Rybniště), Tollenstein (Tolštejn) und Warnsdorf (Varnsdorf).